# Marcus Ahlm
Marcus Ahlm (ur. 7 lipca 1978 roku w Norra Åsum) – szwedzki piłkarz ręczny, reprezentant kraju. Obecnie występuje w Bundeslidze. Gra na pozycji obrotowego. W 2005 roku został uznany za najlepszego piłkarza ręcznego roku w Szwecji. Karierę zawodniczą zakończył w 2013. Obecnie jest jednym z członków zarządu w THW Kiel.

## Sukcesy

### Klubowe
- 2003/2004: Zwycięstwo w Pucharze EHF z THW Kiel
- 2004/2005: Mistrzostwo Niemiec z THW Kiel
- 2004/2005: Superpuchar Niemiec z THW Kiel
- 2005/2006: Mistrzostwo Niemiec z THW Kiel
- 2005/2006: Puchar Niemiec z THW Kiel
- 2006/2007: Mistrzostwo Niemiec z THW Kiel
- 2006/2007: Zwycięstwo w Lidze Mistrzów z THW Kiel
- 2007/2008: Superpuchar Niemiec z THW Kiel
- 2007/2008: Puchar Niemiec z THW Kiel
- 2007/2008: Finalista Ligi Mistrzów z THW Kiel
- 2007/2008: Mistrzostwo Niemiec z THW Kiel
- 2008/2009: Puchar Niemiec z THW Kiel
- 2008/2009: Finalista Ligi Mistrzów z THW Kiel
- 2009/2010: Zwycięstwo w Lidze Mistrzów z THW Kiel
- 2010/2011: Puchar Niemiec z THW Kiel
- 2010/2011: Wicemistrzostwo Niemiec z THW Kiel
- 2011/2012: Zwycięstwo w Lidze Mistrzów z THW Kiel
- 2011/2012: Puchar Niemiec z THW Kiel
- 2011/2012: Mistrzostwo Niemiec z THW Kiel
- 2012/2013: Puchar Niemiec z THW Kiel
- 2012/2013: Mistrzostwo Niemiec z THW Kiel

### Reprezentacyjne
- 1998: Wicemistrzostwo Świata Juniorów z reprezentacją Szwecji
- 2002: Mistrzostwo Europy z reprezentacją Szwecji

## Nagrody indywidualne, Wyróżnienia
- 2005: Najlepszy piłkarz ręczny roku w Szwecji